# Croton monanthogynus
Espèce
Croton monanthogynus est une espèce de plantes à fleurs du genre Croton et de la famille des Euphorbiaceae présente du centre et de l'est des États-Unis au nord-est du Mexique.
Il a pour synonymes :
- Argythamnia herbacea, Spreng.
- Croton ellipticus, Nutt., 1818
- Croton maritimus var. monanthogynus, (Michx.) Pursh
- Engelmannia nuttalliana, Klotzsch
- Gynamblosis monanthogyna, (Michx.) Torr.
- Heptallon ellipticum, Raf.
- Leptemon ellipticum, Raf.
- Oxydectes monanthogyna, (Michx.) Kuntze